# Оболенський Михайло Олександрович (князь)
Князь Михайло Олександрович Оболенський (2 листопада 1821, Москва — 18 березня 1886, Москва) — російський державний діяч, статс-секретар, сенатор, таємний радник із роду Оболенських. Тверський віце-губернатор, Ковенський (1868—1874) і Воронезький (1874—1878) губернатор.

## Життєпис
П’ятий син князя Олександра Петровича Оболенського (1782-1855), калузького губернатора, і його дружини Аграфени Юріївни (1789-1828), доньки Ю. О. Нелединського-Мелецького. Народився в Москві. Навчався в Московському дворянському інституті; був переведений до Імператорського Царськосільського ліцею і закінчив його в 1841 році.
Службу розпочав із чином IX класу в Міністерстві закордонних справ; спочатку — в Головному архіві міністерства, потім в якості дипломата в Берліні, Мюнхені та Відні. З початку 1851 року залишив дипломатичну кар’єру і був знову причислений до московського Головного архіву. З жовтня 1852 року, протягом 5 років, був радником московської Палацової контори. У 1857 році вийшов у відставку.
Знову вступив на службу 9 квітня 1859 року — в Міністерство внутрішніх справ — і був відряджений у розпорядження новоросійського і бессарабського генерал-губернатора. Потім, на короткий час, був прикомандирований до Земського відділу, а 4 лютого 1866 року був призначений тверським віце-губернатором; 16 квітня 1867 року був підвищений до чину дійсного статського радника, у 1868 році був пожалуваний у камергери.
Через два роки, 31 травня 1868 року, був призначений Ковенським губернатором, з 1874 — Воронезьким. За виконання губернаторських обов’язків був нагороджений орденами Св. Станіслава 1-го ст. (1870), Св. Анни 1-го ст. (1872) і Св. Володимира 2-го ст. (01.01.1876). Крім цього, мав прусський орден Корони 2-го ст. із зіркою.
У 1877 році був призначений комісаром при посольстві в Румунії, де, провівши надзвичайно ретельну і скрупульозну роботу, незаперечно довів, що зовнішній борг Росії Румунії суттєво менший ніж стверджував румунський уряд. Ця заслуга була відзначена чином таємного радника (19.05.1878); незабаром він був призначений статс-секретарем і сенатором (06.05.1884). 
Помер 18 березня 1886 року.